# سكوت بين
سكوت بين (بالإنجليزية: Scott Bain)‏ (22 نوفمبر 1991 بإدنبرة في المملكة المتحدة - ) هو لاعب كرة قدم بريطاني في مركز حراسة المرمى. لعب مع نادي أبردين وإلغين سيتي ‏ ونادي ألوا أثليتيك ونادي دندي.

## مسيرته الكروية
لعب سكوت بين خلال مسيرته الاحترافية مع 6 أندية في ثلاثة عشر موسمًا ولم يسجل خلالها أي هدف ضمن 247 مباراة. حيث فاز في موسم واحد بالكأس وفي ثلاثة مواسم بالدوري.
خاض سكوت بين مسيرته مع إلغين سيتي ‏ في موسم 2010–11 لمدة موسم واحد، مشاركًا في 11 مباراة ولم يسجل أي هدف. ثم انتقل إلى نادي ألوا أثليتيك في موسم 2011–12 واستمر معه طيلة ثلاثة مواسم، حيث شارك في 100 مباراة ولم يسجل أي هدف أيضًا. لينتقل بعدها إلى نادي دندي في موسم 2014–15 ليلعب معه أربعة مواسم، مشاركًا في 107 مباراة ولم يسجل أي هدف أيضًا. ثم انتقل إلى نادي سلتيك في موسم 2017–18 واستمر معه طيلة ثلاثة مواسم، مشاركًا في 29 مباراة ولم يسجل أي هدف أيضًا.

## وصلات خارجية
- سكوت بين على موقع الاتحاد الأوربي (الإنجليزية)
- سكوت بين على موقع الاتحاد الإسكتلندي (الإنجليزية)
- سكوت بين على موقع قاعدة بيانات كرة القدم.إي يو (الإنجليزية)
- سكوت بين على موقع ناشيونال فوتبول تيمز (الإنجليزية)
- سكوت بين على موقع Soccerbase.com (لاعب) (الإنجليزية)
- سكوت بين على موقع Soccerway.com (الإنجليزية)